# Sent Martin e Senta Catarina
Sent Martin Senta Catarina (en francès Saint-Martin-Sainte-Catherine) és una localitat i comuna de França, a la regió de la Nova Aquitània, departament de la Cruesa.
La seva població al cens de 1999 era de 370 habitants. Està integrada a la Communauté communes de Bourganeuf-Royère-de-Vassivière.

## Demografia
| 1968 | 1975 | 1982 | 1990 | 1999 |
| ---- | ---- | ---- | ---- | ---- |
| 627  | 524  | 483  | 425  | 370  |

## Administració
| Període   | Identitat          | Partit |
| --------- | ------------------ | ------ |
| 1989-2008 | Bernard Baudron    | PCF    |
| 2008-     | Jean-Michel Pamies |        |